# Ro-102
Ro-102 — підводний човен Імперського флоту Японії, який брав участь у Другій світовій війні.
Ro-102 спорудили на верфі компанії Kawasaki в Кобе. У січні 1943-го по завершенні тренувань корабель включили до 7-ї ескадри підводних човнів, яка вела бойові дії в Океанії у складі Восьмого флоту.
25 січня — 8 лютого 1943-го Ro-102 здійснив перехід з Йокосуки на атол Трук у центральній частині Каролінських островів, де ще до війни облаштували головну базу японського ВМФ у Океанії, а 11—15 лютого перейшов до Рабаула (головна японська передова база у архіпелазі Бісмарка, з якої провадились операції на Соломонових островах та сході Нової Гвінеї).
З 22 лютого по 15 березня 1943-го Ro-102 здійснив бойовий похід в район на південь від Нової Гвінеї, під час якого не зміг досягнути якихось успіхів. Так само безрезультатно завершився і другий вихід з 30 березня по 12 квітня в район на південний схід від острова Гуадалканал.
29 квітня 1943-го Ro-102 вирушив у новий похід до Нової Гвінеї і 2 травня прибув у визначений йому район. 9 травня отримали останню радіограму з човна, після чого він зник з усіма 42 членами екіпажу. Обставини загибелі Ro-102 залишились нез'ясованими.